# Bogdan Stelea
Bogdan Gheorghe Stelea (Boekarest, 5 december 1967) is een Roemeens voetbalcoach en voormalig voetbaldoelman. Hij kwam onder andere uit voor Dinamo Boekarest, RCD Mallorca, Standard Luik, Rapid Boekarest, Steaua Boekarest en UD Salamanca.

## Spelerscarrière

### Clubcarrière
Stelea is een jeugdproduct van Dinamo Boekarest, dat hem in 1987 even uitleende aan Politehnica Iași. Stelea werd vanaf het seizoen 1988/89 een vaste waarde bij de club uit de hoofdstad. In 1991 versierde hij een transfer naar RCD Mallorca, waarmee hij in zijn eerste seizoen uit de Primera División degradeerde. Na twee seizoenen trok hij naar Standard Luik, waar hij evenwel in de schaduw stond van Gilbert Bodart. Rapid Boekarest haalde hem kort terug naar Roemenië, maar Stelea vertrok in hetzelfde jaar nog naar het Turkse Samsunspor. In 1995 trok hij naar Steaua Boekarest, de grootste rivaal van zijn opleidingsclub Dinamo Boekarest.
In 1997 ging Stelea voor de tweede keer naar Spanje, ditmaal naar UD Salamanca. Daar bleef hij zeven jaar, op een korte uitleenbeurt aan zijn ex-club Rapid Boekarest in 2002 na. Met Salamanca speelde hij twee seizoenen (1997-1999) in de Primera División. In 2004 keerde hij terug naar Dinamo Boekarest, de club waar hij zijn profcarrière was gestart. Na een korte passage bij de Griekse eersteklasser Akratitos Ano Liosia kwam hij in eigen land nog uit voor Oțelul Galați, Unirea Urziceni en FC Brașov.

### Interlandcarrière
Stelea speelde in de periode 1988-2005 voor de Roemeense nationale ploeg. Hij speelde in totaal 91 interlands. Hij speelde met Roemenië op het WK 1990, het WK 1994, het EK 1996, het WK 1998 en het EK 2000.

## Trainerscarrière
Na zijn spelersafscheid werd Stelea bij Roemenië assistent van bondscoach Răzvan Lucescu. In juni 2012 begon hij bij Astra Ploiești aan zijn eerste opdracht als hoofdtrainer, maar daar werd hij reeds in augustus 2012 ontslagen. Stelea werd vervolgens bondscoach van de Roemeense beloften. In 2014 probeerde hij het opnieuw als clubtrainer, ditmaal bij FC Viitorul Constanța, maar opnieuw volgde een vroegtijdige exit.